# 防衛大学校
防衛大学校（ぼうえいだいがっこう、英語: National Defense Academy of Japan）は、神奈川県横須賀市走水1-10-20に本部を置く日本の省庁大学校である。1952年に創立、1954年に現校名になった。略称は防衛大、防大。

## 概要
防衛大学校は防衛省の施設等機関のうち、自衛隊の幹部自衛官を養成する教育・訓練施設である。したがって、学校教育法第1条に規定する学校（一条校）としての「大学」ではない。
全学共通基盤教育として、国内で唯一防衛学が学べる。諸外国における士官学校に位置づけされ、幹部自衛官の教育と育成を目的としている。教育課程としては、学校教育法の大学の学部に相当する課程として修業年限4年の「本科」と、大学院相当の「理工学研究科」「総合安全保障研究科」の3科が設置されている。一般的に「防衛大学校」は「本科」のみを指すことも多い。
令和6年度入校の第72期一般採用試験の募集人員は、人文・社会科学専攻が約45名（うち女子約10名）、理工学専攻が約195名（うち女子約30名）だった。平成23年度予算額は約147億円である。本科の「卒業式典」（卒業式）においては、内閣総理大臣や防衛大臣が出席して訓示することが慣例である。
募集人員でもわかるように、防衛大学校は理系大学の要素が強い。

## 身分・採用試験
本科学生は、幹部自衛官となるべき者の教育が前提で、卒業後は陸上・海上・航空自衛官（幹部候補生たる曹長）に任官し、原則各幹部候補生学校（陸上・海上・航空）へ約1年間入校する。幹部候補生学校卒業後に3尉に任官し一般部隊・術科学校等に配属される。学生の身分は特別職国家公務員たる「自衛隊員」であるが「自衛官」ではなく階級は指定されない。
防衛大学校は一般大学と同様に入校試験に合格する必要があるが、一般の大学入試とは異なり、入校後は国家公務員として『課業（業務）』を務めるため、入学試験ではなく「採用試験」が正式な呼称である。いわゆる国家公務員試験に相当する。卒業後は任官が前提であるので、入校時21歳未満（すでに自衛官である場合は23歳未満）であることを要する。
学生が受ける講義や訓練は課業であるため学費は徴収されず、「学生手当」の名目で給与が支給される。
応募条件は年齢(高卒見込~21歳未満)や日本国民であることなど自衛官となる条件を満たしていることが必要であり、一般的な大学の出願条件とは異なる。かつては男子限定であったが、1992年度(平成4年度)以降は女子も応募が可能である。募集は専攻単位で行われ、自衛官募集のウェブサイトに募集要項が掲載されている。
2012年度（平成24年度）入試から、これまでの一般採用試験、推薦採用試験のほか、総合選抜採用試験を導入。一般採用試験は、防衛医科大学校と同様に秋頃、日本各地で行われる。1次試験は3教科の学科試験がマークセンス・記述方式で実施されるほか、小論文試験も課せられる。1次試験に合格すると2次試験では身長・体重・視力・尿検査などの身体検査、及び口頭試問が課される。試験にかかる費用は無料で、一般採用試験は原則として各都道府県に1ヶ所以上の会場が設けられていることから、防衛医科大学校、陸上自衛隊看護学生、航空学生と共に大学入試の実践模試として利用されており、高倍率が続いている。
理工学専攻が人文社会学専攻より募集人数が約4倍多いため、両者の入試難易度には大きな開きがある。例えば、理工学の公募推薦は2倍程度に対し、人文社会学は5倍である。
採用後は国家公務員となるため、給与や被服が支給される。2018年11月30日現在、学生手当は月額115,800円、賞与（6月と12月）が年額387,930円と自衛官候補生よりもやや低い。自衛隊法に基づく職務専念義務によりアルバイトなどの副業は禁止されている。

### 学生の宣誓
防衛大学校学生は、「自衛隊法第53条」及び「自衛隊法施行規則第40条」に則り、入隊時（入校時）に服務の宣誓をする（宣誓書に署名捺印をして朗読する。朗読者は新入生総代）ことが義務付けられている。これは防衛医科大学校学生又は陸上自衛隊高等工科学校生徒と同様である。

### 卒業後
卒業後は三自衛隊において陸曹長、海曹長または空曹長に任官されて各幹部候補生学校に約1年間入校し、将来の幹部自衛官となるべく自衛官としての人生を歩むことになるが、様々な理由で任官辞退する者もいる。

## 沿革

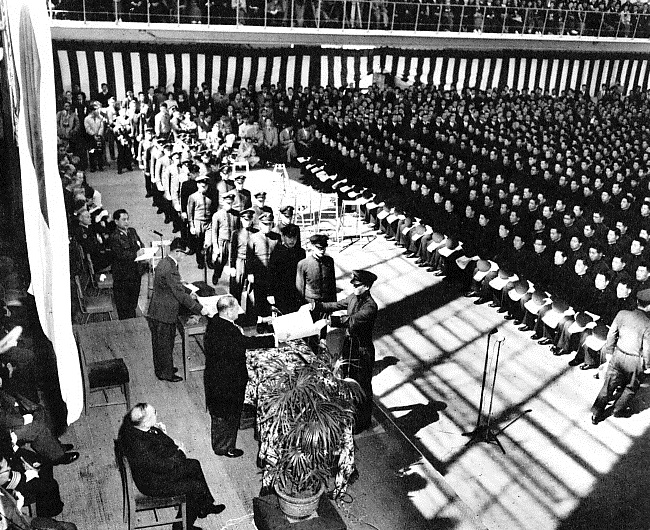
1957年（昭和32年）3月26日
第1回防衛大学校卒業式

第二次世界大戦以前の日本軍では、現役兵科将校の養成は陸軍と海軍とで別個に、陸軍士官学校・陸軍航空士官学校及び海軍兵学校で行われていた。この様に軍種によって士官学校を分別する事は、19世紀の古くから欧米の近代的な軍隊では一般的であり、21世紀の現在も世界各国で不変である。しかしながら、戦前の日本は陸海軍相互で人事交流が少なく、一体となって総力戦を遂行すべき大東亜戦争（太平洋戦争）期も、相互の不信から不協和音が生じることが少なくなかった。
その反省に鑑み、第二次大戦敗戦による陸海軍の解体を経て警察予備隊/保安隊・海上警備隊/警備隊を再編成する過程で、士官学校相当の教育機関は陸海に分別せずに同じ学校の学生とし（現在は第2学年進級時に「要員配分」と称し、本人の希望・適正・成績等を踏まえた上で陸上・海上・航空の各要員が決定される）、1952年（昭和27年）8月1日に保安庁の新設と共に保安大学校が設置された。陸海の個別の専門教育は卒業後に総隊学校/普通科学校・術科学校（のちの陸海の幹部候補生学校）で行われた。1954年（昭和29年）7月1日、保安庁と保安隊・警備隊は防衛庁と自衛隊へと改編され、保安大学校も防衛大学校に改名し現在に至る。
旧陸海軍では選抜された大尉級を対象とする高級将校養成・教育機関として、陸軍大学校と海軍大学校が存在し、ともに大学校を称するが、これに相当する自衛隊の教育機関は陸上自衛隊教育訓練研究本部教育部（旧：陸上自衛隊幹部学校）・海上自衛隊幹部学校・航空自衛隊幹部学校であり、陸海空が共同で運用する自衛隊の最高教育機関としては統合幕僚学校が設置されている。
1953年（昭和28年）4月1日に入校した本科第1期学生は、在校中に保安庁から防衛庁への改編を経て、新たに宣誓を行うなどの体験を経ながら4年後の1957年（昭和32年）に卒業した。設立からの教育の特徴として、戦前の精神主義への反省とともに、近代戦の遂行は作戦、管理、兵站部門なども含めて数理的素養及び知識が絶対的に必要であることから理工系を重視している。
1964年東京オリンピックの開会式では各国選手団が入場する際、防衛大学校学生が国名のプラカードを持って先導した。
- 1952年（昭和27年）08月01日 - 保安庁の附属機関として保安大学校設置[8]
- 1953年（昭和28年）04月01日 - 横須賀市久里浜の仮校舎にて開校[8]
- 1954年（昭和29年）07月01日 - 「防衛大学校」に改名[8]
- 1955年（昭和30年）04月01日 - 横須賀市小原台の新校舎に移転[8]
- 1962年（昭和37年）04月01日 - 理工学研究科を開設[8]
- 1974年（昭和49年）04月01日 - 人文・社会科学専攻課程を開講[8]
- 1984年（昭和59年）07月01日 - 防衛庁設置法の改正により、施設等機関となる（防衛庁設置法第17条）[8]
- 1989年（平成元年）04月01日 - 本科の教育課程の改革を実施し、専門区分を学科に再編成[8]
- 1991年（平成03年）12月18日 - 本科及び理工学研究科学生に学位を授与することを決定する。従来は大学校で学位は得られなかった。
- 1992年（平成04年）04月01日 - 初めて女性入校（第40期）[注釈 8]。
- 1996年（平成08年）04月01日 - 理工学研究科教育課程の改革を実施し、専門・系列を専攻・大講座に再編成[8]
- 1997年（平成09年）04月01日 - 総合安全保障研究科を開講[8]
- 2000年（平成12年）04月01日 - 人文科学教室等の16教室を廃止し、6学群21教育室・学科に組織改編[8]。理工学研究科に前期課程及び後期課程を設置[8]
- 2001年（平成13年）04月01日 - 理工学研究科後期課程が開講[8]。
- 2008年（平成20年）04月01日 - 総合安全保障研究科に前期課程及び後期課程を設置[8]。
- 2009年（平成21年）04月01日 - 総合安全保障研究科後期課程が開講[8]。
- 2015年（平成27年）04月10日 - 教養教育センター及び国際交流センターを設置[8]。
- 2016年（平成28年）04月01日 - グローバルセキュリティーセンターを設置[8]。
- 2018年（平成30年）04月01日 - 先端学術推進機構を設置[8]。
- 2022年（令和04年） - 創立70周年[9]。

## 基礎データ

### 所在地
- 横須賀キャンパス（神奈川県横須賀市走水1-10-20）

## 組織
防衛大学校は、学校長（防衛教官、現職は久保文明）の下に、副校長３名（防衛事務官（企画・管理担当）1名、防衛教官（教育担当）1名、及び陸将である自衛官（訓練担当）1名（2021年（令和3年）4月1日付をもって自衛官のポストである「防衛大学校幹事」が「防衛大学校副校長」に職名が変更された）。その他、総務部等の各部と教育学群等が置かれている。
副校長は、学校長の命を受け、学校長を助け、主として、それぞれ特定の事項を整理する職として置かれており、教官をもって充てる副校長は教務部に関する事項を、自衛官をもって充てる副校長は訓練部に関する事項を、防衛事務官をもって充てる副校長はそれらの事項以外の事項をそれぞれ整理するものとされている。自衛官をもって充てる副校長は、主に師団長経験者が充てられ、大学校教職員である自衛官の中では最も高位である。
大学と同様に教授会も置かれているが、教授会は、防衛大学校長、教官及び自衛官をもつて充てる副校長並びに教授をもって組織されている。

### 総務部
- 総務課 
  - 企画室
  - 社会連携推進室
- 厚生課
- 会計課
  - 経理室
- 管理施設課
- 衛生課

### 教務部
- 教務課
  - 教育研究支援室
- 入学試験課
- 理工学研究科長
- 総合安全保障研究科長
- 入試統括官

### 訓練部
訓練部長は将補が充てられる。総括首席指導教官（1佐）の下には首席指導教官（各大隊に1人計4人、主に2佐）がおり、さらにその下に次席指導教官、中隊指導教官（各中隊に1名計16名、主に3佐）がいる。
- 訓練課
- 学生課
  - 補導室
- 総括首席指導教官

### 先端学術推進機構
- 教養教育センター
- 国際交流センター
- 先端学術推進機構事務室

### 総合情報図書館
- 学術情報官
  - 遠隔・マルチメディア教育研究部門
  - IT技術研究部門
  - 情報システム活用研究部門
- 総合情報図書館事務室

### 総合教育学群
- 外国語教育室
- 体育学教育室
- 数学教育室

### 人文社会科学群
- 人間文化学科
- 公共政策学科（旧管理学科）
- 国際関係学科

### 応用科学群
- 応用物理学科
- 応用化学科
- 地球海洋学科

### 電気情報学群
- 電気電子工学科
- 通信工学科
- 情報工学科
- 機能材料工学科

### システム工学群
- 機械工学科
- 機械システム工学科
- 航空宇宙工学科
- 建設環境工学科

### 防衛学教育学群[注釈 11]
防衛学教育学群長は空将補が充てられ、各室長には1佐が充てられている。
- 国防論教育室
- 戦略教育室
- 統率・戦史教育室

## 学科構成

### 本科
- 人文・社会科学専攻
  - 人間文化学科
  - 公共政策学科（旧管理学科）
  - 国際関係学科
- 理工学専攻
  - 応用物理学科
  - 応用化学科
  - 地球海洋学科
  - 電気電子工学科
  - 通信工学科
  - サイバー・情報工学科
  - 機能材料工学科
  - 機械工学科
  - 機械システム工学科
  - 航空宇宙工学科
  - 建設環境工学科

※注：学科の選択は2年進級時

### 研究科
- 理工学研究科
  - 電子工学専攻（前期課程）
    - 電気システム工学大講座[注釈 12]
    - 電子機能大講座[注釈 13]
    - 情報通信工学大講座[注釈 14]

  - 機械工学専攻（前期課程）
    - 材料・加工システム大講座[注釈 15]
    - 熱・流体応用工学大講座[注釈 16]
    - 動力学システム大講座[注釈 17]

  - 航空宇宙工学専攻（前期課程）
    - 機体システム大講座[注釈 18]
    - 飛行システム大講座[注釈 19]

  - 物質工学専攻（前期課程）
    - 材料工学大講座[注釈 20]
    - 素材・エネルギー化学大講座[注釈 21]

  - 情報数理専攻（前期課程）
    - 数理科学大講座[注釈 22]
    - 情報システム大講座[注釈 23]

  - 境界科学専攻（前期課程）
    - 応用物理大講座[注釈 24]
    - 基礎物理大講座[注釈 25]

  - 地球環境科学専攻（前期課程）
    - 地球宇宙科学大講座[注釈 26]
    - 土木環境工学大講座[注釈 27]

  - 電子情報工学系専攻[注釈 28]（後期課程）
  - 装備・基盤工学系専攻[注釈 29]（後期課程）
  - 物質・基礎科学系専攻[注釈 30]（後期課程）
- 総合安全保障研究科
  - 総合安全保障専攻（前期課程、後期課程）
    - 国際安全保障コース
    - 戦略科学コース
    - 安全保障法コース

※注：後期課程にコースの区分はなし

## 教育
防衛大学校の教育は、教育課程と訓練課程からなる。

### 教育課程
文部科学省の定める大学設置基準に準拠し、教養教育、外国語、体育、専門基礎の科目と、人文・社会科学専攻及び理工学専攻の専門科目を、それぞれ一般大学と同様に教育し、防衛大学校独自の防衛に関する学術分野として防衛学を教育する。教養教育は「文理交差教育」が行われ、人文・社会科学専攻学生は「数学」、「物理学」、「化学」などの理工系教育、理工学専攻学生は「思想と文化」、「歴史学」、「心理学」、「政治学」、「経済学」、「法学」などの人社系教育が行われる。

#### 防衛学
本科学生は、専門区分や要員区分（陸上、海上、航空の各自衛隊要員別）に関わらず、原則として共通した内容の防衛学を履修する。ただし、要員別の科目や選択科目もある。2年次に陸上、海上、航空へと要員配分が行われる。個別科目を以下に記す。
- 防衛学基礎
- 国防論
- 軍事史序論
- 戦略
- 軍事と科学技術
- 作戦
- 陸上作戦・海上作戦・航空作戦（各要員別に履修）
- 統率
- その他

※以上、「防衛大学校規則」を参照
防衛学は、一般に軍事学と呼ばれているものに相当し、その具体的内容の一端は、防衛学の教官を中心にしたグループの著作『軍事学入門』により知ることができる。
過去、防衛学は陸上防衛学、海上防衛学、航空防衛学の三つに区分され各要員別の履修となっていた。その内容は、現行の防衛学と同様のもののほかに、それぞれ個別の内容（例えば陸上防衛学では築城、通信、戦術等、海上防衛学では航海学、機関学、運用学等、航空防衛学では警備、整備、搭乗等）が相当程度含まれていた。現行の要員共通の防衛学を導入するに当たって、これらの要員別の教科内容は、防大の訓練課程及び防大卒業後の幹部候補生学校に振り替えられた。

#### プログラム
人社系・理工系にまたがり、学科・学群を横断する柔軟な履修を可能とする教育プログラムが、2012年度から導入された。「危機管理」（公共政策学科、国際関係学科対象）、「安全科学」（理工学専攻の全学科対象）、「生命科学」（応用化学科対象）、「国際交流」（全学科対象）の4プログラムがあり、プログラム履修生は、専攻に所属しつつ、プログラムごとに指定された講義科目群の中から必要な授業科目を、2-4年次の3年間、継続して履修する。所属する学科での学士号のほかにプログラム修了証書を受け取ることができる。

### 訓練課程
各学年全員が同じ訓練を行う共通訓練と、陸上・海上・航空要員に指定された後に行う専門（要員）訓練に区分される。訓練は、毎週2時間程度実施される課程訓練と、年間を通じ集中して実施される定期訓練（1ヶ月の訓練を1回、1週間の訓練を2回程度）がある。
- 共通訓練	
部隊見学、基本教練、各個戦闘訓練、小銃、野外勤務、カッター、衛生、体育、水泳、スキー、硫黄島研修、教育法、富士登山　等
- 陸上要員訓練	
戦闘訓練、野戦築城、歩哨・斥候、各種武器、通信、指揮運用基礎、部隊実習 等
- 海上要員訓練	
航海概論、水泳、気象、信号通信、海事法規、運用、カッター、ヨット、 機動艇、乗艦実習、航空実習 等
- 航空要員訓練	
滑空機訓練、航空作戦、指揮幕僚活動、基地警備、航空機整備、通信電子、航法、保命、航空交通管制、部隊実習 等

### 学位

#### 本科
防衛大学校本科は1992年から「大学の学部に相当する教育課程」として認定されており、卒業に際しては、それぞれの専攻に応じて「学士」の学位が、独立行政法人大学改革支援・学位授与機構から文部科学省所管の大学と同様に授与される。実践的な面での能力を身に付けるため、大学相当のカリキュラムに加え各種訓練も行われる。授与される学位は次のとおり。
- 学士（人文科学）
- 学士（社会科学）
- 学士（理学）
- 学士（工学）

学位授与機構の定める単位を4年間で確保するために、課業終了後も「自習」が義務付けられている時間がある。

#### 研究科
研究科として、理工学研究科及び総合安全保障研究科が置かれている。これは、学校教育法上の大学院に相当するものである。修了後、大学改革支援・学位授与機構の審査に合格すると学位が授与される。原則として自衛隊員の内部選抜者が入学するが、自衛隊員以外の者も入学することがある。
現在は隊員以外は「特別研究員」として若干名募集され、身分は非常勤職員の自衛隊員として扱われる。在籍中は時給制で給与が支払われる。学費は無料。専攻は理工学と安全保障学の2種類で、区分は研究補助（RA、修士課程に相当）と教育補助（TA、博士後期課程に相当）がある。
授与される学位の種類は以下の6種。
- 修士（理学）
- 修士（工学）
- 修士（安全保障学）
- 博士（理学）
- 博士（工学）
- 博士（安全保障学）
  - 平成14年度までは「修士（安全保障学）」ではなく、「修士（社会科学）」が授与されていた。

## 学生生活
- 本科学生は、入校後は敷地内の学生舎での集団生活が義務付けられており、集団行動と規則正しい生活により、将来の幹部自衛官たる礼儀作法を身に付ける。
- 制服については防衛大学校本科学生の制服を参照。
- 課業行進曲として防衛大学校行進曲が使用されている。
- 在校中に同一理由で二度留年することは許されない（二度目の留年＝分限免職）。
- 1年生は陸海空の区別はなく、1年生の間に様々な適性検査や試験で進路が決められ2年進級時に陸海空に分かれる[15]。

### 学生隊
本科学生全員（2000人弱）で連隊規模の「学生隊」を編成する。学生隊は4個大隊からなり、大隊は4個中隊、中隊は3個小隊、小隊は約30～40名からなる（分隊・班はない）。それぞれに学生長が置かれる。2004年（平成16年）度までは1個中隊に1～4学年までが混合で所属しており、2005年（平成17年）度からは学年ごとに1個小隊を組むようになった。ただし、学生長は4学年が務める。しかし、2018年現在ではまた各小隊に1～4学年が混合で所属するようになっている。
卒業式では時の内閣総理大臣が訓示を述べ、閉式直後に本科卒業生総代である後期学生隊学生長の「n期学生隊解散!」の号令とともに本科卒業生一同が一斉に制帽を宙に放り投げ、防衛大学校の制服から曹長の階級章・幹部候補生き章の付いた自衛官の制服に着替えて任官・宣誓式に臨むため講堂から飛び出して行く光景が例年テレビ放送されることで有名。2013年に防衛大学校学生保険金詐欺事件が発覚したことを契機として、第2次安倍内閣が2014年春から任官辞退者に対する卒業式への出席を認めていない（任官辞退者は卒業式とは別の「卒業証書授与式」を前日に行い、私服姿で大学校裏門から帰宅させている。防大創設当初も任官辞退者は卒業式に出席できない分離方式だったが、元警視総監の土田国保が1978年に学校長に就任してからは、任官辞退者も卒業式に出席できるようになった歴史がある）。制帽は官給品であり、在校生によって回収され大学校に返納される。

### 校友会（クラブ活動）
防大における課外活動である。
本科の学生は、必ず体育系の「校友会」に入部することとなっている。
大学ではないが海上保安大学校とともに参加を認めている大会もあり、参加時には国立大学と見なされる（全国国公立大学選手権水泳競技大会など）。ただし、防衛大学校では各種行事の準備や練習は校友会の時間を削って行うため、練習時間の確保が難しく、部の方針として外部の競技会への参加を禁止する部もある。
応援団リーダー部と短艇委員会は、部ではなく委員会の扱いを受けている。また、儀仗隊は紹介ページにおいて運動部や文化部、同好会ではなく『その他』に分類されている。
吹奏楽部が体育系の扱いを受けているが、観閲式や開校記念祭での行進曲等の演奏その他、学校の顔として大きな役割を果たしており、それゆえ、練習時間を確保する必要があるからである。ただし紹介ページでは文化部に纏められている。
部に昇格していない同好会も多数存在する。
その他、特徴のある校友会は以下の通りである。
- ヨット部 - J-24を運航するヨット部（クルーザー）と、スナイプ・470・レーザーを操船するヨット部（ディンギー）がある。 ヨット部（クルーザー）は日本学生外洋帆走連盟（anioru）[20]に所属し、全日本選手権第2位（2017、2018）、フランス世界選手権への出場実績[21]もある。ヨット部（ディンギー）は関東学生ヨット連盟に所属するほか、インド海軍が主催する士官候補生のヨット競技アドミラルズカップに参加している。最高順位は総合5位[22]。
- 射撃部 - 校内に射場やガンロッカーなどの設備が整っている。
- 銃剣道部[注釈 34]
- ラグビー部 - 1953年に創部。1958年には関東大学ラグビーフットボール連盟へ加盟。
- アメフト部 - 1954年に創部。1957年には関東学生アメリカンフットボール連盟へ加盟（8番目）。
- グライダー部 - 航空要員訓練で使われる機体を利用する。主に富士川滑空場で活動しているが、アメリカに合宿し、連邦航空局のライセンスを取得する部員もいる[23]。
- パラシュート部 - 降下訓練ではなくスカイスポーツの部活動。
- 紅太鼓同好会 - 和太鼓の同好会。女子学生のみで構成される。

### 開校記念祭

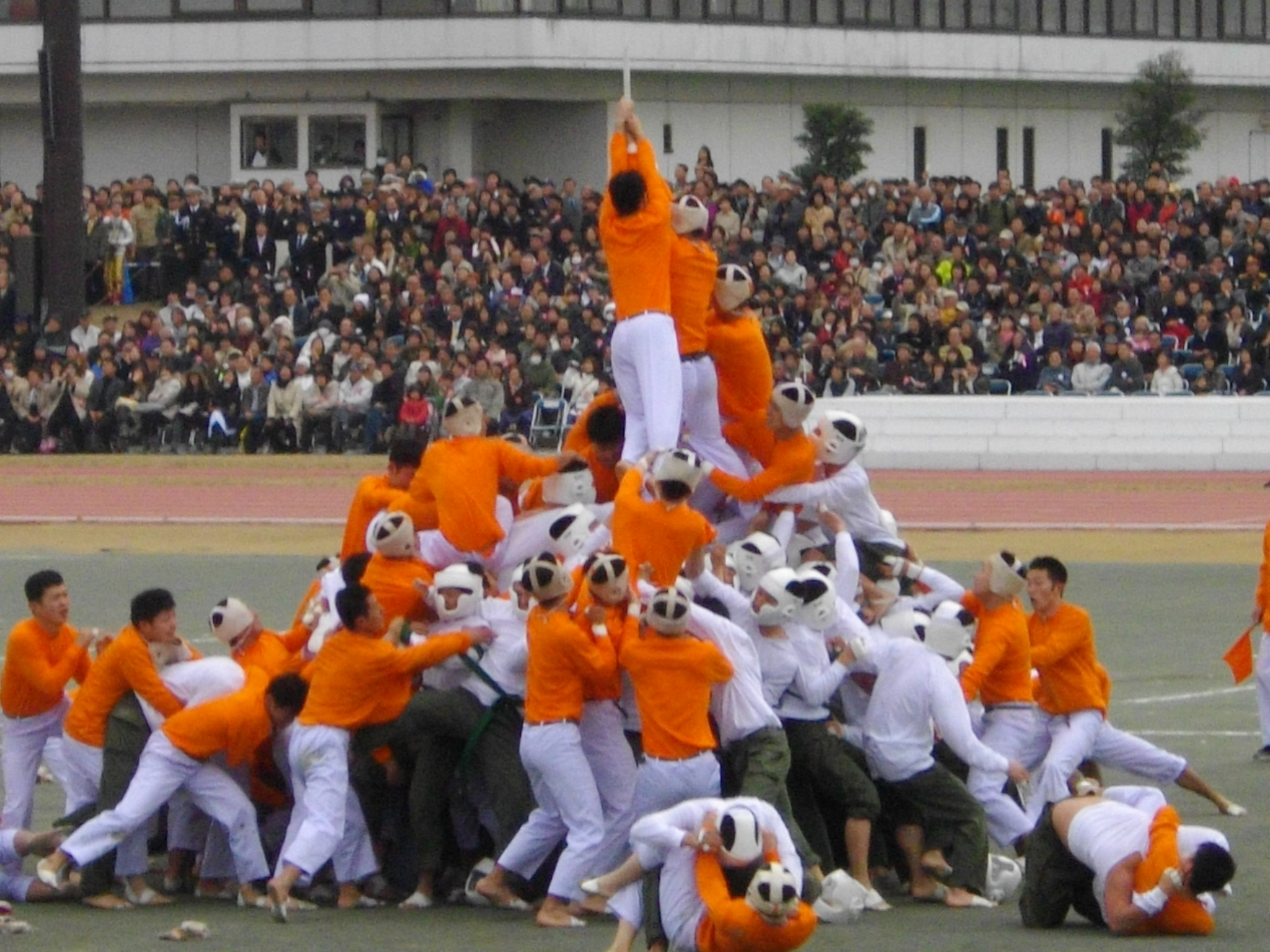
防衛大学校の棒倒し

毎年11月に、学園祭に相当する行事として「開校記念祭」が開催される。そこで行われる競技の中に棒倒しがあり、第一回開校祭から続いている。
新型コロナウイルス感染症流行にともない、2020年度は開催中止となった。また、2021年度は家族を対象とした限定公開とし、代替として観閲式および棒倒し競技会（決勝）をライブ配信した。2022年度も家族・来賓等を対象とした限定公開とし、創立70周年記念式典、観閲式および棒倒し競技会（予選・決勝）をライブ配信した。2023年度は4年ぶりに一般公開での開催となった。

## 施設・備品

### キャンパス

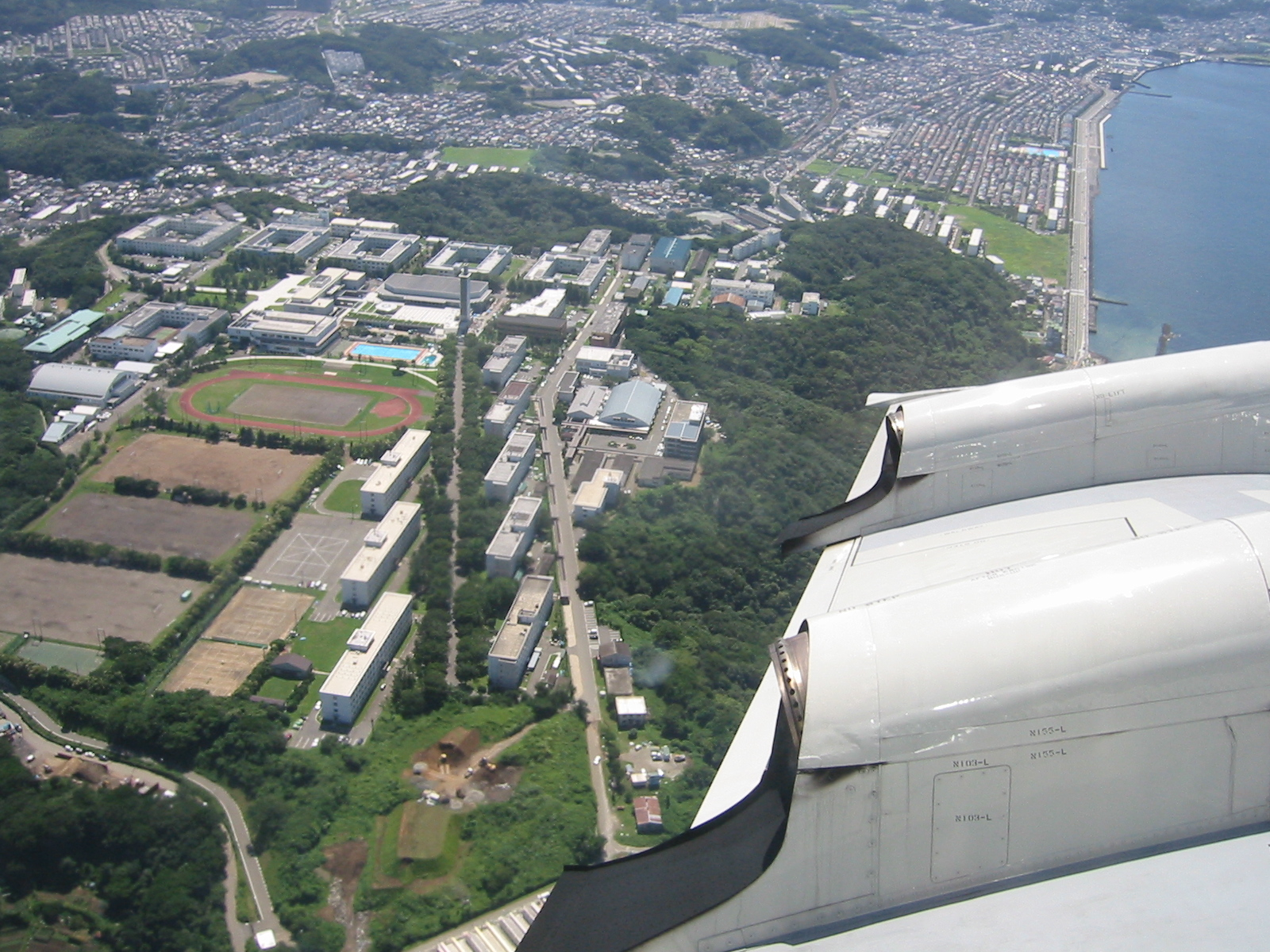
飛行機上から撮影したキャンパス

- 交通アクセス：JR横須賀線横須賀駅、京急本線横須賀中央駅・馬堀海岸駅から京浜急行バス防衛大学校行終点下車。
- 京急本線浦賀駅から徒歩15分

### 学生食堂
全学生が一斉に喫食可能な規模の食堂が整備されている。

### 講堂
収納することにより席数が増減可能となっている。卒業式などに際しては前列を格納し、卒業生は折りたたみ椅子に着席する。

### 学生会館
地下1階・地上4階の建物に学生生活に必要な物品・サービスを販売する売店が入店している。
- 地下1階 - 理髪店（営業終了）、宅配便取扱店、クリーニング店
- 地上1階 - 第二売店、コンビニエンスストア
- 地上2階 - 厚生課事務室、飲食店
- 地上3階 - 部室、校友会学生委員会室、開校記念祭学生委員会室
- 地上4階 - ホール、和室、学生相談室、連絡調整室（訓練部学生課が使用）

地上1階の第二売店では文房具、スポーツ用品、日用品、生活用品などを販売しており、学生生活に必要な物品やサービスを販売している。2010年から「ファミリーマート 防衛大学校店」が入店し、通常コンビニ業務の他、「防衛大学校グッズ」も販売している。一部の防衛大学校グッズはファミマ・ドット・コムでも購入可能。
学生は防衛省共済組合員になることから地上2階に入居する「厚生課事務室」で貯金業務を受けることができる。ATMが設置されており現金の預入・引出も可能。防衛省職員は自動車購入資金・住宅購入資金・学資金などの貸付業務を受けることができる。

### 寮
敷地内に学生舎が4棟ある。全寮制で、1年生から4年生までが同室で生活する。
人材獲得の競争力を失わないための魅力化施策として、8人部屋から4人部屋を経て2人部屋へと移行したことがあったが、規律の緩みを招いたため、4人部屋を経て、現在は8人部屋（各学年2人ずつ）に戻っている。調理室があり、簡単な食事なども寮の中で作れるが、使用は制限される。1年生は、冠婚葬祭など特別の理由がない限り、外泊出来ない。学生間指導が実施されている。「学生間指導のガイドライン」では暴力、威圧、精神的圧迫、いじめに依らない指導となっている。約2000人の学生寮生活の監督には指導教官の幹部自衛官約70人が行っている。平成23年6月1日付の「防衛大学校改革に関する報告書」(防衛大学校改革に関する検討委員会)では、集団による不適切な学生間指導などの事案(集団リンチ)を問題視し、「学生間指導の在り方」(指導教官等用教材資料)では世界一の士官学校を目標に、口頭による指導を行い、威圧的な指導や暴力的指導に陥ることがあってはならないとされている。

### 備品
航空要員訓練のためグライダー（ASK 21、SZD-51 Junior）が配備されているが、自衛隊でグライダーに搭乗できるのは防衛大学校のみである。

## 対外関係
防衛大学校は外国軍から長期留学生を受け入れている。長期留学生を受け入れたことのある国は以下の通りである。
- インドネシア
- ベトナム
- タイ王国
- 大韓民国
- ルーマニア
- モンゴル
- シンガポール
- ミャンマー
- 東ティモール
- フィリピン
- カンボジア

また、短期留学生も受け入れている。短期留学生を受け入れたことのある国は以下の通りである。
- アメリカ合衆国
- フランス
- カナダ

平成23年度（2011年度）現在は、タイ王国5名・フィリピン2名・インドネシア4名・アメリカ合衆国5名・フランス7名・ベトナム5名・大韓民国6名・モンゴル4名・カンボジア2名・東ティモール2名の全42名を受け入れている。

### 関係校
- 防衛医科大学校　- 例年7月に約1週間、研修生を受け入れる。
- 陸上自衛隊幹部候補生学校
- 海上自衛隊幹部候補生学校
- 航空自衛隊幹部候補生学校
- 陸上自衛隊高等工科学校 - 例年10名程度の生徒が推薦入学する。

## 不祥事・事件・問題・批判
保険金詐欺事件
防衛大いじめ訴訟
上級生から暴行など受けたとして、元学生が国と在学時に学生だった8名に対して損害賠償を求めた件で、2019年2月に福岡地裁は8名のうちの7名に対しては損害賠償金計95万円の支払いを命じ、判決が確定した。判決によると男性は入学以降、上級生らに顔を殴られたり、アルコールを吹きかけられ陰毛に火をつけられたりする暴行を受けたとされる。一方、訴訟が分離されていた国については同年10月に地裁は「教官らは暴行を予見できなかった」として男性の請求を棄却した。防衛大が事件後に学生1874人を対象に行った調査によると、12人のみが「暴力は許されない」と回答し、この結果に被害者の母は「人権意識の低い人たちが幹部になっていく。このままで良いはずがない」と話している。
新型コロナの影響
2020年5月、新型コロナウイルスにより、学生は防衛大の敷地から出られないと言った事実上の「軟禁生活」状況が続いており、4月の新入生たちは精神的にかなり不安定になっており、ストレスからか、首つりやリストカット、飛び降りといった自殺未遂、自傷行為が複数起きていると報道される。原則上級生から下級生まで8人単位の居室で生活するといった厳しい上下関係に戸惑う新入生のストレス軽減のために、指導教官から「呼び出し指導（部屋長〈各居室の上級生指導役〉から下級生を居室に呼び出して指導すること）」をやめるように指示があったとされる。また、5月25日には、リストカットをして自宅に一度帰った後、学内に戻っていた学生が脱柵する騒ぎが起き、同日夜にはその学生が所属する中隊の学生舎で放火が疑われるボヤ騒ぎが起きたとされる。
賭博行為の疑い（PX富豪）
学内で遊ばれていたトランプの大富豪で負けた学生は、学内にある売店（通称：PX）で菓子や煙草などを買って差し出していたことから、「PX富豪」の呼び名がついた。そのうちにどんどん大きな金額を賭けだし、新入生が約50万円の負けを抱えてしまい、発覚したとされる。2020年5月27日の報道によると、賭博行為の疑いで陸上自衛隊第129地区警務隊が調査を開始したとされる。

### 学校史
- 防衛大学校10年史編集委員会『防衛大学校十年史』防衛大学校、1965年
- 防衛大学校20年史編集委員会『防衛大学校20年史』防衛大学校、1974年
- 防衛大学校五十年史編纂事業委員会編『防衛大学校五十年史』防衛大学校、2004年

### 防衛大学校全般に関する文献
- 槙智雄『防衛の務め－防衛大学校における校長講話』甲陽書房、1965年
- 岡田俊恒『防衛大学校－その教育と学生生活の全貌』教育社（教育新書）、1979年
- 村上竜「防衛大学校－純粋培養は避け「文」を重視」『朝日ジャーナル』1980年8月22日
- 四方洋、飯島一孝『青春の小原台－防大一期の三十年』毎日新聞社、1986年
- 田谷史郎『俺の青春－防大生の赤裸々日記』エイデル研究所、1986年
- 小川和久『リーダーのいない経済大国－日本を救う国家的リーダーシップ』太陽企画出版、1987年
- 土屋道雄『小原台の青春－防衛大学生の日記』高木書房、1997年
- 中森鎭雄『防衛大学校の真実－矛盾と葛藤の五〇年史』経済界、2004年
- 永澤勲雄「防衛学教育の50年の歩みと研究活動」『防衛学研究』第30号、2004年3月
- 鈴木健一、鈴木普慈夫『陸士・海兵・防衛大の教育史論』ぶんしん出版、2006年
- 井上勝夫『落ちこぼれ防大生』（電子書籍）、2006年
- 国分良成『防衛大学校　知られざる学び舎の実像』中央公論新社、2022年

### 防衛大学校の教育を反映した文献
- 防衛大学校防衛学研究会編『軍事学入門』かや書房、1999年
- 防衛大学校安全保障学研究会編著『新訂第4版 安全保障学入門』亜紀書房、2009年

### 学風・同窓生等に関する参考資料・出典等
- セキュリタリアン（各号）
- Soyou - 2000年頃に将官のドライバー等を行っていた隊員による手記
- ヒゲの隊長 絆の道 ~果たしたい約束がある - 佐藤正久の防大時代における先輩後輩の関係や、現在における防大同窓生の関係等も一部触れられている。